# 3. letalski korpus (JLA)
Za druge 3. korpuse glejte 3. korpus.
3. letalski korpus je bil korpus vojnega letalstva in protiletalske obrambe v sestavi Jugoslovanske ljudske armade.

## Organizacija
1960
- poveljstvo
- 103. komunikacijski bataljon
- 3. polk VOJIN
- 94. lovski letalski polk (16x F-86E)
- 198. lovsko-bombniški letalski polk (26x F-84G)
- 81. lovsko-bombniški letalski polk (27x F-84G)
- 107. lovsko-bombniški letalski polk (27x F-47D)
- 116. letalski polk (23x S-49C)
- ELABA
- AEV

1961
- poveljstvo
- 103. komunikacijski bataljon
- 3. polk VOJIN
- 94. lovski letalski polk (16x F-86E)
- 198. lovsko-bombniški letalski polk (26x F-84G)
- 81. šolski letalski polk (5 letal)
- 107. lovsko-bombniški letalski polk (23x Mi-4, 12x S-55)
- 116. letalski polk (23x S-49C)
- 462. ELABA (16x Aero)